# Afromochtherus melanurus
Afromochtherus melanurus är en tvåvingeart som beskrevs av Jason Gilbert Hayden Londt 2002. Afromochtherus melanurus ingår i släktet Afromochtherus och familjen rovflugor. Inga underarter finns listade i Catalogue of Life.